# Lünen
Lünen – miasto w Niemczech, w kraju związkowym Nadrenia Północna-Westfalia, w rejencji Arnsberg, w powiecie Unna, w Zagłębiu Ruhry. W 2010 liczyło 87 530 mieszkańców.
W mieście znajduje się stacja kolejowa z dworcem Lünen Hauptbahnhof.

## Współpraca
Miejscowości partnerskie:
- Bartın, Turcja
- Demmin, Meklemburgia-Pomorze Przednie
- Kaltenberg, Austria
- Kamień Pomorski, Polska
- Poniewież, Litwa
- Salford, Anglia
- Zwolle, Holandia

## Osoby urodzone w Lünen
- Józef Kwietniewski – polski harcmistrz i działacz komunistyczny, poseł na Sejm PRL
- Friedhelm Konietzka – piłkarz
- Eckhart Tolle – współczesny nauczyciel duchowy
- Max Raabe – niemiecki wokalista oraz lider orkiestry Palast Orchester
- Rollergirl (Nicole Safft) – niemiecka piosenkarka